# Tamba decolor
Tamba decolor är en fjärilsart som beskrevs av Walker 1865. Tamba decolor ingår i släktet Tamba och familjen nattflyn. Inga underarter finns listade i Catalogue of Life.